# 헤이와정
헤이와정(平和町)은 아이치현 나카시마군에 설치되었던 정이다. 2005년 4월 1일, 인접한 소부에정과 함께 이나자와시에 편입되었다.

## 역사
오다 가문 출생인 가쓰바타 성이 있었다 .지금은 가쓰바타 성지로서 비석뿐. 오다 노부나가도 이 성에서 태어난 것이 아니냐는 유력한 설도 있다. 부나가의 아버지 노부히데(信秀)는 이 성에서 태어났다고 한다.
- 1906년 5월 10일 - 나카시마군 로쿠와촌, 소가와촌 및 미야케촌의 일부, 이나가야촌의 일부가 신설 합병해 헤이와촌이 성립하였다.
- 1954년 4월 1일 - 정으로 승격해 헤이와정이 되었다.
- 2005년 4월 1일 - 이나자와시에 편입되었다. 동일 헤이와정은 폐지되었다.

## 행정
- 정장 : 이토 유키오 (伊藤勇夫) (1990년 1월 21일 - )

## 교통

### 철도
- 나고야 철도
  - 비사이선

### 도로
- 국도 제155호선